# 武藤哲裕
武藤 哲裕（むとう てつひろ、1960年4月14日- ）は、日本の元社会人野球選手（投手、右投右打）。

## 人物・来歴
愛知県出身。中京高校（愛知）3年時に夏の甲子園に出場、連日の好投で同校をベスト4に進出させる。準決勝の対PL学園高校（大阪）戦でも8回までPL打線を0点に抑え、味方の援護もあって4-0とリード。ところが9回裏あと一人の所からまさかの乱調で4-4の同点に追いつかれた挙げ句、延長12回裏に自らの押し出しにより痛恨のサヨナラ負け（4-5x）を喫し、中京高校（愛知県勢としても）12年ぶりの全国制覇の夢が絶たれてしまう（この試合の詳細は逆転のPLの項目を参照のこと）。
卒業後は明治大学に進学、東京六大学野球リーグ戦では4年間で23試合10勝3敗、防御率1.52の成績を残す。また、先述の夏の甲子園で辛酸をなめた相手である、共にPL学園から法政大学に進学した西田真二（のち広島、現・社会人野球セガサミー監督）と木戸克彦（のち阪神、現・阪神コーチ）とも神宮で再戦している。
明大卒業後は社会人野球・日本鋼管に進んだが、同チームでは実績を上げられず事実上野球の表舞台から姿を消した。
その後名古屋市の草野球チーム「下茶屋ファイターズ」でプレーした後、現在は名古屋市のクラブチームのエディオン愛工大OB BLITZのアドバイザー兼強化委員を務めている。また、夏の高校野球愛知大会（NHK名古屋制作）の解説も務めている。